# Itame castalia
Itame castalia är en fjärilsart som beskrevs av Druce 1895. Itame castalia ingår i släktet Itame och familjen mätare. Inga underarter finns listade i Catalogue of Life.